# حارة قرية الدجاج (صنعاء)
حارة قرية الدجاج هي إحدى حارات حي شعوب بمديرية شعوب إحد مديريات العاصمة اليمنية صنعاء، بلغ تعداد سكانها 662 نسمة حسب تعداد اليمن لعام 2004.